# エマニュエル・トッド
エマニュエル・トッド (Emmanuel Todd, 1951年5月16日 - ) は、フランスの人口統計学者、歴史学者、人類学者。学位はPh.D.（ケンブリッジ大学・1976年）。研究分野は歴史人口学、家族人類学。人口統計を用いる定量的研究及び家族類型に基づく斬新な分析によって広く知られている。フランスの国立人口学研究所に所属していたが、2017年に定年退職した。2002年の『帝国以後』は世界的なベストセラーとなった。経済現象ではなく人口動態を軸として人類史を捉え、ソ連の崩壊、英国のEU離脱や米国におけるトランプ政権の誕生などを予言した。

## 来歴
エマニュエル・トッドは、フランス人作家のポール・ニザン（1905-1940）の娘アンヌ＝マリー（Anne-Marie、1928-1985）と、ジャーナリストのオリヴィエ・トッド（Olivier Todd）の息子として、1951年にサン＝ジェルマン＝アン＝レーで生まれた。父方の祖父はオーストリアとハンガリーにルーツを持つユダヤ人の建築家であったが、彼はオリヴィエが生まれる前に妻子を捨てたことや、両親が第二次世界大戦中にカトリックに改宗したことから、ユダヤ人としての教育は受けていない。1967年から1969年までフランス共産党員だった。
パンテオン・ソルボンヌ大学の学部生の頃、単位を取る必要から歴史人口学を履修し、ジャック・デュパキエの授業を受けた。パリ政治学院を卒業後、父の友人であるエマニュエル・ル・ロワ・ラデュリの勧めでケンブリッジ大学に入学した。1971年から1975年まで、家族制度研究の第一人者であるピーター・ラスレットの指導を受け、1976年に同大学よりPh.D.の学位を取得。学位論文は「工業化以前の欧州における七つの農民共同体。フランス、イタリア及びスウェーデンの地方小教区の比較研究 (Seven peasant communities in pre-industrial Europe. A comparative study of French, Italian and Swedish rural parishes) 」である。当時ラスレットは、アングロ・サクソンが工業化以前から核家族であったことを発見しており、核家族が世界に普遍的な家族構造であることを示そうとしていたが、博士論文において家族構造の多様性を見出していたトッドはそれに反対し、ラスレットの下を去った。
なお、トッドは精神疾患を患っていたため、徴兵検査で「軍隊のような規律の厳しい集団生活には耐えられない」と判定されて兵役を免除されており、軍隊経験は有していない。

## 研究

### 『最後の転落』
1976年、最初の著作である『最後の転落』 (La Chute finale) において、10年から30年以内のソビエト連邦崩壊を人口統計学的な手法で予想し、注目された。この本は 7 か国語に訳され、25歳にして国際的に知られるようになった。前年にベトナム戦争が北ベトナムの勝利で終結し、ソビエトの威信が高まる中、フランスでは、ソビエトでは全体主義に順応した新しいソビエト的人間が生まれ育っているので体制崩壊はない、という主張があった。これに対しトッドは、ロシア人女性が識字率上昇の後に出産率が下がるという人類の普遍的傾向に従って近代化していることを示し、ソビエト的人間説を否定した。また通常は下がり続ける乳児死亡率が、ソビエトでは 1970年から上がり始めたことを指摘し、体制が最も弱い部分から崩れ始めたと主張した。ソビエト連邦は実際にはトッドの予言した範囲の中間地点に相当する 1991年に崩壊し、トッドは予言者と見なされることとなった。

### 『世界の多様性』
トッドはその後、1983年に『第三惑星』 (La Troisième Planète)、1984年に『世界の幼少期』 (L'Enfance du monde) を著した。後にこの二作は『世界の多様性』 (La Diversité du monde) として一冊にまとめられた。トッドはこの中で世界の家族制度を分類し、大胆にかつての家族型と社会の関係を示した。ピエール・ショーニュ、エマニュエル・ル・ロワ・ラデュリ、アンリ・マンドラーズ、ジャン＝フランソワ・ルヴェルらフランスの歴史学者、社会学者に支持され、非常に活発な議論を引き起こした。
トッドが示した家族型は以下のとおりである。
1. 絶対核家族 (la famille nucléaire absolue)
子供は成人すると独立する。親子は独立的であり、兄弟の平等に無関心である。遺産は遺言に従って分配される。イングランド、マン島、オランダ、デンマーク、ノルウェー南部、イングランド系のアメリカ合衆国、カナダ (ケベック州を除く)、オーストラリア、ニュージーランドに見られる。基本的価値は自由である。世界の他の地域に比べ、女性の地位は高い。これは、核家族が本質的に夫婦を中心にするため、夫と妻が対等になるからである。一方、基本的価値が自由であることから、子供の教育には熱心ではない。個人主義、自由経済を好む。移動性が高い。
2. 平等主義核家族 (la famille nucléaire égalitaire)
子供は成人すると独立する。親子は独立的であり、兄弟は平等である。遺産は兄弟で均等に分配される。パリを中心とするフランス北部、スペイン中南部、ポルトガル北東部、ギリシャ、イタリア南部、ポーランド、ルーマニア、ラテンアメリカ、エチオピアに見られる。基本的価値は自由と平等である。女性の地位は、娘が遺産分割に加わる社会（フランス北部）では高いが、そうでない地域ではやや低い。絶対核家族と同様、個人主義であり、子供の教育には熱心ではない。核家族を絶対核家族と平等主義核家族に分け、平等への態度が全く異なることを示したのはトッドが最初である。
3. 直系家族 (la famille souche)
子供のうち一人（一般に長男）は親元に残る。親は子に対し権威的であり、兄弟は不平等である。ドイツ、スウェーデン、オーストリア、スイス、ルクセンブルク、ベルギー、フランス南部 (地中海沿岸を除く)、スコットランド、ウェールズ南部、アイルランド、ノルウェー北西部、スペイン北部（バスク）、ポルトガル北西部、日本、朝鮮半島、台湾、ユダヤ人社会、ロマ、カナダのケベック州に見られる。イタリア北部にも弱く分布し、また華南に痕跡的影響がある。多くはいとこ婚を禁じるが、日本とユダヤではいとこ婚が許され、ロマにおいては優先される。基本的価値は権威と不平等である。子供の教育に熱心である。女性の地位は比較的高い。秩序と安定を好み、政権交代が少ない。自民族中心主義が見られる。
4. 外婚制共同体家族 (la famille communautaire exogame)
息子はすべて親元に残り、大家族を作る。親は子に対し権威的であり、兄弟は平等である。いとこ婚は禁止されるか少ない。ロシア、フィンランド、旧ユーゴスラビア、ブルガリア、ハンガリー、モンゴル、中国、インド北部、ベトナム、キューバ、フランスのリムーザン地域圏およびラングドック＝ルシヨン地域圏とコートダジュール、イタリア中部（トスカーナ州やラツィオ州など）に見られる。基本的価値は権威と平等である。これから、共産主義との親和性が高い。トッドがそもそも家族型と社会体制の関係に思い至ったのは、外婚制共同体家族と共産主義勢力の分布がほぼ一致する事実からである。子供の教育には熱心ではない。女性の地位は一般に低いが、ロシアは共同体家族の歴史が浅く例外的に高い。
5. 内婚制共同体家族 (la famille communautaire endogame)
息子はすべて親元に残り、大家族を作る。親の権威は形式的であり、兄弟は平等である。父方平行いとこ（兄と弟の子供同士）の結婚が優先される。権威よりも慣習が優先する。トルコなどの西アジア、中央アジア、北アフリカ、フランス領コルシカ島に見られる。イスラム教との親和性が高い。子供の教育には熱心ではない。女性の地位は低い。
6. 非対称共同体家族 (la famille communautaire asymétrique)
母系のいとこの結婚が優先される。親は子に対し権威的であり、兄弟姉妹は兄と妹、または姉と弟は連帯するが同性では連帯しない。インド南部に見られる。子供の教育に熱心である。女性の地位は高い。カースト制度において自らを下位に位置づける。
7. アノミー的家族 (la famille anomique)
基本的に核家族に近いが、はっきりした家族の規則は見出しにくい。東南アジア (ベトナムを除く)、太平洋、マダガスカル、アメリカ先住民に見られる。社会の結束が弱い。宗教に寛容であり、上座部仏教を中心としてイスラム教やカトリックも存在する。
8. アフリカ・システム (le système des familiaux africains)
一夫多妻が普通に見られる。この一夫多妻は母子家庭の集まりに近く、父親の下に統合されるものではない。女性の地位は不定だが、必ずしも低くはない。離婚率が高い。それ以外は多様であり、民族により共同体家族的でも直系家族的でもあり得る。北アフリカとエチオピアを除くアフリカに見られる。

トッドはこれら家族制度こそが、社会の価値観を生み出すのだと主張した。これを先験的（アプリオリ）と表現する。すなわちこれらの価値観は、特定の家族制度のもとに生まれることで自動的に身につけるからである。
例えば、多民族からなる帝国を築くには平等を基本的価値として持っていなければならないとする。ローマ帝国、イスラム帝国、唐帝国は、それぞれ平等主義核家族、内婚制共同体家族、外婚制共同体家族の帝国であり、先験的な平等意識に支えられている。一方、直系家族であるドイツ、日本、かつてのアテネは、どれも自民族中心主義から脱することができず、帝国を築くのに失敗している。イングランドは大帝国を築いたが、間接統治であり、他の民族を自国に統合するものではなかった。
トッドの理論は様々な疑問を説明する。例えば、なぜ共産主義体制はマルクスが予想したような資本主義先進国ではなくロシアや中国で実現したのか、なぜ遠く離れたドイツと日本の社会制度が似ているのか、なぜアメリカ人は自由と独立を重視するのか、などである。説明があまりに明快で決定的だったため、マルクス主義が失墜しつつある当時にあって、新たな決定論であるとして激しい攻撃を受けることとなった。トッドはこれを、倫理的な判断によって事実を否定するものであるとし、事実を事実として認める者だけが事実を乗り越えられると述べている。
またマルクスに代表される、経済を下部構造とするモデルは説明能力が無いとし、家族構造から識字率と経済を説明するべきであるとした。これより、直系家族である日本がヨーロッパに追い付くが追い越しはしないこと、東南アジアおよび南インドが近いうちに中南米を追い越すこと、女性の地位が低い西アジア・中央アジアと北インドが世界で最も遅れた地域となり、いずれギニア湾岸諸国に抜かれること、などを予想した。

#### 共同体家族システムの起源
トッドは当初、家族型の分布は偶然であり、何ら環境的要因はないとしていた。すなわち、ドイツと日本が似ているのは同じ直系家族だからだが、両民族が直系家族なのは偶然の一致だと見ていた。しかし後に、言語学者のローラン・サガールの指摘により、家族型の分布が、中心から革新が伝播して周辺に古形が残るという周圏分布をなすことを示した。これは言語地理学の重要な原則であり、日本では柳田國男の『蝸牛考』でよく知られている。ユーラシア内陸に外婚制および内婚制の父系共同体家族があり、その外側のドイツや日本に直系家族があり、さらにその外側のイングランド、フランス、東南アジアに核家族が存在する。これは、父系共同体家族が最も新しく、次に直系家族が新しく、核家族が最も古い残存形態であることを表している。
トッドとサガールによれば、ユーラシア中心部で生まれた父系共同体家族は、兄弟の連帯に基づく巨大な集団を作る点で軍事的に優位であり、征服を通して広まり、集団主義と女性の低い地位をもたらした。かつてバッハオーフェンが主張した母権制から父権制への移行は歴史的事実ではないが、父系社会のほうが新しいという直感は正しかったのである。アングロサクソンの自由主義や女性の高い地位が、近代性ではなく辺境の古さに由来するという結論には驚くべきものがある。
トッドらは、いつ父系共同体家族に変わったかをいくつかの地域について示している。中国が共同体家族になったのは秦による中国統一からである。秦の軍事的優位の一因として共同体家族制を挙げる。東方六国は儒教に明示される直系家族であった。これに対し、共同体家族の価値観を反映するのは法家思想である。秦以降の儒教は共同体家族の価値観によって変化し、兄弟の序列を重視しなくなった。
エジプトでは、ローマ帝国時代においてもまだ父系的でなく、イスラム帝国によるアラブ化により共同体家族となった。

### 『新ヨーロッパ大全』
1990年、焦点を西ヨーロッパに絞り、家族型の他に識字率と宗教を主要な要素として織り込んだ大部の著書、『新ヨーロッパ大全』 (L'Invention de l'Europe) を著した。西欧を 483 の地域に分け、それぞれについて家族型を特定し、得られた分布図を元に、識字率、農業形態、自殺率、非嫡出率、キリスト教の形態、イデオロギーなどの分布を重ね合わせ、「第三惑星」よりも遙かに緻密な分析を提示した。
西欧の基本的な家族型は、絶対核家族、平等主義核家族、直系家族、外婚制共同体家族の四種であり、これをトッドは親子関係と兄弟関係に従って以下のように分類した。
|          |        | 親子関係                  | 親子関係                    |
| 自由     | 権威   |                           |                             |
| -------- | ------ | ------------------------- | --------------------------- |
| 兄弟関係 | 平等   | 自由・平等 平等主義核家族 | 権威・平等 外婚制共同体家族 |
| 兄弟関係 | 非平等 | 自由 絶対核家族           | 権威・不平等 直系家族       |

ここで非平等とは、平等への無関心（絶対核家族）と積極的な不平等（直系家族）を含む用語である。
ヨーロッパの宗教改革は、家族型、識字率、およびローマからの距離に基づいて決定された。プロテスタントの教義は、直系家族に最も強く訴えるものであった。予定説での権威的で不平等な人間の扱いは、権威的な親子関係と不平等な兄弟関係を持つ直系家族と一致するのである。このため、宗教改革の中心はドイツ北部であった。バイエルン州やオーストリア、スイスはローマに近いために、またアイルランドやスペイン北部は識字率が低いために、直系家族にもかかわらずカトリックにとどまった。イングランドやオランダは絶対核家族であり、親子関係は権威的ではないが、平等への無関心、比較的高い識字率、ローマからの遠さにより、プロテスタントに移行した。しかし予定説は捨てられ、自由意志を尊重するアルミニウス主義を取った。
一方、自由で平等な平等主義核家族の地域では、キリスト教そのものに無関心になっていった。この脱宗教化は、フランス北部、スペイン中南部、ポルトガル南部、イタリア南部で 1730年頃から始まっている。これはミサ出席率の低下として計測される。フランス北部を除き、これらの地域の識字率は極めて低かった。従って、近代化とは無関係に脱宗教化が起きたのである。プロテスタント地域の脱宗教化はずっと遅れて 1880年頃から始まっている。これは、1859年に出版されたダーウィンの『種の起源』が聖書の創造論を否定したことによる。
これらと出産率を組み合わせることで、トッドは近代が始まったのが実際に西欧であることを示した。近代とは、識字化と脱宗教化であり、これが受胎調整とイデオロギーの誕生を引き起こす。ヨーロッパにおいて常に識字率上昇の先頭にいたのはドイツとスウェーデンであるが、脱宗教化は遅れた。一方、脱宗教化の先頭にいたのは平等主義核家族の地域である。両者が交差するのがフランス北部であり、世界に先駆けて女性の出産率低下が 1770年頃から始まる。1789年に始まるフランス革命は、世界最初のイデオロギー的爆発に他ならない。
トッドはまた、イデオロギーも家族構造に影響されていることを示した。
| 家族型           | 基本的価値   | イデオロギー   | イデオロギー     | イデオロギー       |
| 家族型           | 基本的価値   | 社会主義       | 民族主義         | 反動的宗教         |
| ---------------- | ------------ | -------------- | ---------------- | ------------------ |
| 平等主義核家族   | 自由と平等   | 無政府主義     | 自由軍国主義     | キリスト教共和主義 |
| 直系家族         | 権威と不平等 | 社会民主主義   | 自民族中心主義   | キリスト教民主主義 |
| 外婚制共同体家族 | 権威と平等   | 共産主義       | 狭義のファシズム | -                  |
| 絶対核家族       | 自由         | 労働党社会主義 | 自由孤立主義     | -                  |

自由軍国主義とは、ボナパルティスムやブーランジェ運動を指す。
直系家族は、縦型の組織を生み出す。スウェーデン社会民主労働党が典型である社会民主主義は、平等な労働者を作るのではなく、労働組合を頂点に持ってくるものである。自民族中心主義の典型はナチズムである。
外婚制共同体家族の民族主義は狭義のファシズムであり、イタリアのファシスト党を指す。ナチズムと異なり、絶対的な序列を作り出さず、連帯を重視する。これは共産主義と通底する考えである。
労働党社会主義とはイギリスの労働党が典型であり、社会の変革を望まず、階級としての労働者を維持するものである。
自由孤立主義はイギリスの栄光ある孤立やアメリカのモンロー主義を指す。

### 『移民の運命』
1994年、トッドは『移民の運命』 (Le Destin des immigrés) において、西欧の四大国であるアメリカ、イギリス、フランス、ドイツにおける移民の状況を調べ、家族型が移民問題に決定的な影響を与えていることを示した。この中でトッドが活用したのが外婚率である。すなわち、移民が受け入れ民族と結婚する比率を用いることで、移民の隔離状況を定量化した。特に、女性の外婚率が重要である。男性の外婚率は高いことがあるが、これは受け入れ民族の女性が移民社会に入るのも含まれ、必ずしも統合を意味していないからである。
移民の受け入れに最も影響を与えるのは、社会の家族型が普遍主義か差異主義かということである。平等主義核家族と外婚制および内婚制の共同体家族は普遍主義であり、移民を本質的に異なる人間とは見なさない。一方、絶対核家族、直系家族、非対称共同体家族は差異主義であり、移民を異なる民族と見なす。普遍主義が混血を許容することは、アテネに対するローマ帝国、アングロアメリカに対するラテンアメリカ、香港に対するマカオで明瞭に見て取れる。

#### アメリカ
アメリカは絶対核家族であり、差異主義である。人間や民族はそれぞれ異なっていると見なす。ロイド・A・トンプソンが示したように、ローマ帝国では黒人に接するにつれ敵意が減り混血が増えたのに対し、アメリカではそのようなことは起きていない。1992年の統計では、アメリカの黒人男性の外婚率、すなわち白人と結婚する率は 4.6%、黒人女性では 2.3% に過ぎない。また 1990年の乳児死亡率は、白人が 8.1‰、黒人が 16.5‰ であり、黒人が劣悪な環境に隔離されていることが分かる。これに対し、フランス本国とマルティニークの乳児死亡率はそれぞれ 7.5‰ と 9.0‰ であり、本国から遠く離れたほぼ黒人だけの海外領土でも乳児死亡率はそれほど悪くない。アメリカ黒人の高い乳児死亡率は放置されているのである。
差異主義のアメリカ人が民主主義を実現したのは、まさに黒人を排除することで白人の平等を実現したからである。ピエール・ファン・デン・ベルヘ(英語版)はこれを領主民族の民主主義 (Herrenvolk democracy) と名付けた。アメリカではユダヤ人を含むヨーロッパ人は互いに自由に結婚する。アメリカ先住民およびアジア系アメリカ人は戦前は外婚率が低かったが、戦後は上がっており、白人に統合されたことが分かる。1990年のアメリカ先住民女性の外婚率は 54%、1980年のカリフォルニア州の日系人女性は 36% であり、拡散段階に到達している。
かつてアメリカ黒人は奴隷であり、識字率が低かったが、20世紀に入ってから 50% を超え、同時代のイタリア人より高くなった。しかしイタリア移民が白人として受け入れられる一方で黒人が隔離され続けることで、隔離の理由が低教育ではなく肌の色であることが明らかになり、絶望が黒人を家庭崩壊と自殺的行動に追いやった。
アメリカでは、受け入れ社会の万能とトッドが名付けた現象が明瞭に見える。ドイツ人、スウェーデン人、その後のユダヤ人、日本人などの直系家族民族は、アングロサクソンの絶対核家族に対して教育上有利であり、急速に中上層に入り込むことになるが、数世代が経つと絶対核家族に移行し、急上昇は止まる。いかなる移民も、受け入れ社会の家族型に移行するのを阻止できない。

#### イングランド
イングランドもアメリカと同じ絶対核家族である。主要な移民として、シーク教徒、パキスタン人、ジャマイカ人がいる。
シーク教徒は直系家族であり、アメリカのユダヤ人や日本人と同じく、急速に中流に入り込んでいる。イギリスの乳児死亡率が 7.5‰ であるのに対し、母親がインド生まれの乳児死亡率は 7.4‰ である。また出産率は 1990年に 2.2 にまで落ち、西欧化を果たしている。インド系二世の男性の外婚率は 16% であり、いずれ統合されると見て良い。
一方、パキスタン人は内婚制共同体家族であり、いとこ婚を優先するため、元々隔離されやすい。1990年の在英パキスタン人の出産率は 4.0 であり、近代化が及んでいない。また乳児死亡率は 14.2‰ に達する。二世の男性の外婚率は 19% であり、シーク教徒より高いが、高い出産率のため純粋なパキスタン人は増え続ける。このような隔離がイスラム原理主義の温床となる。
ジャマイカ人は母系寄りの絶対核家族であり、キリスト教徒である。家族型と宗教から言えばイングランド人に最も近い移民である。また 1960年前後の識字率を比べると、イギリス白人 99%、ジャマイカ人 82%、インド人 31%、パキスタン人 15% であり、移民の中では最も近代化されている。しかし受け入れ社会の差異主義により、黒人に分類される。シーク教徒やパキスタン人は差別されても自らの文化に守られるが、ジャマイカ人は内面はイギリス人とほとんど変わらないため、何にも守られず、アメリカ黒人と同様に家庭崩壊が起きる。しかしアメリカのような完全な隔離には至らない。1987年・1989年のジャマイカ人男性の外婚率は 15%、女性は 13% であり、アメリカと全く異なる。これは、イギリスでは階級が強く、白人の平等がないからである。下層の白人は、ジャマイカ人と同様に中上層から疎外されているので、両者間の結婚が起こる。

#### ドイツ
ドイツは直系家族であり、アングロサクソンの絶対核家族よりも粗暴な差異主義である。直系家族は兄弟の不平等を特徴とし、人間は互いに異なると認識するが、同時に父親の権威は中心的権力の下にまとまることを求める。この緊張が、しばしば暴力的な反応を生む。
直系家族社会は、同じ文化の小集団を被差別民として指定することがある。日本における部落民や、南西フランスにおけるカゴ (Cagot) がこれに当たる。カゴは、村から離れて住み、墓地が別であり、非カゴとの婚姻が許されず、教会では特別の席が定められていた。職業は建具職人や大工であり、南西フランスの人口の 1% から 2% を占めていた。18世紀前半には、平等主義核家族のパリの支配によりカゴは解放され、消滅した。
これと似た立場にいたのがドイツのユダヤ人であるが、宗教が異なるため一層疎外されていた。19世紀にドイツの直系家族は病的に硬直していく。プロイセンでは、1816年-1820年期から 1871年-1875年期までで、乳児死亡率が 168‰ から 224‰ に悪化する。同時期、同じ直系家族のスウェーデンでは 176‰ から 134‰ へと健全に低下する。ドイツの高い乳児死亡率は、社会の硬直性による私生児の増加と、権威主義による母乳育児の否定によるものである。この病的な権威主義の結果がナチズムであり、ホロコーストである。
戦後はもはや病的な権威主義は見られないが、直系家族の価値観が消えて無くなったわけではない。ドイツ人にとって重要な差異は外見ではなく、宗教である。アメリカが人種別統計を作成するのに対し、ドイツの統計では人間をプロテスタント、カトリック、ユダヤ教徒、イスラム教徒に分けるのである。ドイツへの移民のうち、トルコ人は肉体的にはイタリア人、ギリシア人とほとんど変わらないが、外婚率が低いのはトルコ人だけであり、新たな被差別民として指定されていることが分かる。1990 年には、トルコ人を父とする子供のうち母がドイツ人なのは 4.4%、トルコ人を母とする子供のうち父がドイツ人なのはわずか 1.2% である。トルコはイスラム世界の中ではむしろ世俗的であり、近代化している。在独トルコ人の1984年の出産率は 2.5 に過ぎない。ほぼ同時期、1985年の在仏アルジェリア人が 4.2、在仏モロッコ人が 4.5、在仏チュニジア人が 4.7、在英パキスタン人が 5.3 であるのと比べると、近代性は明らかである。しかしその後、1990年になると、在独トルコ人の出産率は 3.4 に上昇している。これは隔離に対する防衛反応である。トルコ人に対する暴力も散発し、ネオナチによるトルコ人女性の放火殺人も起きている。ここでも差異主義が現れている。普遍主義の犯罪者は、スペインのコンキスタドールのように強姦するはずだからである。
しかし逆説的に、トルコ人の隔離が別の平等を実現している。アメリカと同様に、少数派の隔離が多数派の平等をもたらすのである。ユーゴスラビア人は家族構造も宗教もドイツ人と異なるが、統合が順調に進んでいる。また、1989年のベルリンの壁崩壊以降の東西ドイツ人の対立を緩和する働きもしている。

#### フランス
フランスは平等主義核家族であり、普遍主義である。しかしこの家族型はパリを中心とする北フランスにあるに過ぎず、南フランスには直系家族があり、中央山塊と地中海沿岸には外婚制共同体家族があり、ブルターニュには絶対核家族がある。ヨーロッパで見られる四種の家族構造をすべて持つのはフランスだけであり、この例外的な多様性が、フランスを独特な存在にしている。
1992年の調査では、各移民に対してフランス人の何 % が敵意を持つかを調べている。これによると、最も敵意を持たれているのはマグリブ人、すなわちアルジェリア人、チュニジア人、モロッコ人である。
| 移民                   | 敵意を持つ フランス人 |
| ---------------------- | --------------------- |
| スペイン・ポルトガル人 | 8%                    |
| フランス領アンティル人 | 12%                   |
| アジア人               | 18%                   |
| ユダヤ人               | 19%                   |
| アフリカ黒人           | 21%                   |
| マグリブ系二世         | 36%                   |
| ロマ                   | 38%                   |
| マグリブ人             | 41%                   |

しかしながら、マグリブ人女性の 15.8% はフランス人と結婚する。つまり、民族としては敵意を持つ人が少なくないが、隔離はまったく起きておらず、個人としてフランス人と結婚するのは問題がないのである。
アフリカ黒人移民は多様であり、黒人という分類の無意味さが明らかになる。例えば父系家族のソニンケ人を主体とするマリ移民は、近代化が遅れている。在仏マリ人の私生児の比率は 2%、大学生の比率は 2%、出産率は 10.3 に達する。一方、一子相続で直系家族的なカメルーンのバミレケ人は商才と勤勉で知られ、アフリカのユダヤ人とも呼ばれている。在仏カメルーン人の私生児の比率は 43%、大学生の比率は 26%、出産率は 2.6 である。この場合、私生児率の高さは、女性の地位の高さを示すものである。低い出産率は、近代化が完了していることを示す。フランスの統計ではアフリカ黒人をマリ人、セネガル人、その他に分けるので、バミレケ人を直接計測することはできないが、マリ人を父とする子供のうち母がフランス人なのは 2.1%、セネガル人では 6.2%、その他のアフリカ人では 16.7% であり、明らかにマリ人の統合が遅れている。
フランス人の混血への無頓着は以前から知られている。アドルフ・ヒトラーは『我が闘争』（1925年）の中でフランス人とアフリカ人の混血に触れ、「黒人によるフランスの侵略はまことに急速に進展したので、いまやヨーロッパの地にアフリカ国家が誕生したと、紛れもなく語ることができる」と述べている。
このフランスの同化作用は個人に働くものであるため、移民社会は容赦なく破壊される。マグリブ人は父系内婚制共同体家族で普遍主義であるが、北フランスの双系外婚制の平等主義核家族とは正反対であり、普遍主義同士で衝突することになる。平等主義核家族の自由で平等な価値観は移民にも与えられるため、少数派が弱者として暴力を受けるのに甘んじることはなく、移民も反撃する。この点で、多数派から少数派へ一方的に暴力が加えられる差異主義のアメリカ、イギリス、ドイツとは異なる。

#### 多文化主義と同化主義
トッドは以上の観察から、絶対核家族のアメリカやイギリスで盛んな多文化主義を移民隔離だとして批判し、フランスの積極的な移民同化を、移民問題の唯一の解決策として提示した。また、イギリス、フランス、ドイツの移民に対する態度が全く異なることから、心性としての欧州統合は失敗すると予測した。

### 旧世界と新世界の文明の衝突
トッドは家族構造と人口統計に基づいて世界を認識している。このため、サミュエル・P・ハンティントンの『文明の衝突』を全くの妄想と見なしている。
ハンティントンは同書で世界を 8 文明に分け、カトリックおよびプロテスタントからなる西欧文明が、イスラム文明および中華文明と対峙しているとした。これに対しトッドは、イスラム圏で着実に識字率が上がり、出産率が下がっていることを示し、イスラム圏はむしろ西欧に近付きつつあることを指摘した。この近代化の過程では必ず伝統の崩壊による混乱が生じるのであって、イスラム圏は現在この移行期危機を経験しているに過ぎず、他の地域と本質的な違いは無いと述べた。また、世界の歴史は主に先進国で形作られるのであって、イスラム圏はそもそも最重要の地域ではないとした。
またハンティントンは、日本は単独で日本文明を構成し、現在は西欧文明に従っているが、いずれ中華文明に従うだろうと予想した。このような日本特殊論は以前から一般的であり、日本人を本質的に異質な民族と見なす主張は多い。しかしトッドは家族構造の研究を通じて、日本が非常にヨーロッパ的であり、特にドイツやスウェーデンに近いことを見出し、日本特殊論を否定した。トッドは、この発見は生涯最大の衝撃の一つであったと述べている。トッドは頻繁に日本に言及するが、それは日本がヨーロッパと同類であるという確信に基づいている。
日米欧は世界経済の三極であるが、ヨーロッパ経済の中心はドイツであり、社会的、長期的、工業的である点で日本経済とよく似ている。これに対しアメリカ経済は個人主義的、短期的、脱工業的であり、資本主義の形態が異なる。また日欧は長い農業の歴史を持ち、資源の希少性を十分に認識しているが、アメリカは技術を持った人々が未墾の土地に作った社会であり、資源の希少性に一度も直面していない。トッドはこれらから、特殊なのはアメリカであって、真の文明の衝突は旧世界と新世界の間で起きており、現在の問題は日欧の連係の弱さにあるとした。この点で、欧米を一つの文明にまとめたハンティントンを根本的に否定した。

### 『帝国以後』
1991年のソビエト連邦の崩壊以降、アメリカが唯一の超大国になったという認識が一般的であった。そのアメリカの中枢で起きた 911 テロから一年後の 2002年9月、トッドは『帝国以後』 (Après l'empire) を出し、アメリカも同じ崩壊の道を歩んでおり、衰退しているからこそ世界にとって危険だと述べ、衝撃を与えた。同書は 28 か国語に訳され、フランスで 12 万部、ドイツで 20 万部を売る世界的なベストセラーとなった。またその後のフランス、ドイツの外交の理論的な支えとなった。

### 『文明の接近』
イスラム圏を専門とする人口学者のユセフ・クルバージュとの共著である『文明の接近』 (Le rendez-vous des civilisations) において、トッドは『帝国以後』で示したイスラム圏分析を深化させた。この中で、イスラム圏は着実に近代化し、識字率が上がり、出産率が下がり、欧米に近付いていること、現在のイスラム圏の暴力は移行期危機に過ぎず、いずれ沈静化すること、そしてこの近代化の先頭にいるのはトルコではなくイランであることを示し、イスラム脅威論を否定し、イランを正しく見るべきだと主張した。またキリスト教が欧米の近代化を妨げなかったように、イスラム教にも近代化を妨げる力は無いとした。

### 『我々はどこから来て、今どこにいるのか？』
2017年、トッドは「40年以上にわたる私の研究生活の集大成」「私にとって最も大事な本」「一般の方にも読みやすい形で私の研究の全貌を示した本」として、『我々はどこから来て、今どこにいるのか？』
（Où en sommes-nous ? Une esquisse de l'histoire humaine）を出版した。これも大部であり、日本語版は上下に分けられ、それぞれ「アングロサクソンがなぜ覇権を握ったか」「民主主義の野蛮な起源」という副題がつけられて2022年に出版された。
本人による触れ込みの通り、この本ではそれまでの家族構造分析と歴史人口学でトッドが得てきた知見をいかんなく投入し、トッドの理論の枠組みの基本を示しながら、ホモ・サピエンス誕生からトランプ登場までの全人類史を通時的に描写することが試みられている。そのため、「原初的な核家族」や「原始民主制（＝原始寡頭制）」など原始時代の人類の家族や政治についても説明され、折に触れて言及される。概ね、序章～第2章で理論の基本が示され、3章で原初的な人類集団の様子が示され、4～8章で主に西欧世界における家族制度の変容と宗教の関わり・識字化と教育や経済の「離陸」と脱宗教化との相互作用という通時的な変化が示される。以降は欧米ロ日中の共時的な分析が行われ、9～14章は現状の世界構造を大きく規定している「英語圏」（英米）に充てられ、特にアメリカの分析にはその家族制度・民主制・教育システム・黒人差別・トランプ現象にわたって5章が割かれている。以後は15章でフランス、16章でドイツと日本、17章でEU全般、18章でロシアと中国が分析され、トッドの家族制度による分類を踏まえつつ、世界史の趨勢を決定づけているとしている米国、欧州、日本という「トリアード（三極）」にロシアと中国を加えた広大な範囲が説明される。
2020年アメリカ大統領選挙の際には、トランプについて「下品で馬鹿げた人物」「それでも私はトランプ再選を望む」とし、米民主党は経済政策がないため人種問題を動員しており、ジョー・バイデンを支持しているのは超高学歴層と富裕層の連合体であるという評価を下した。

### 『西洋の敗北』
2022年のロシアのウクライナ侵攻では西側を批判し、2024年に『西洋の敗北』（La Défaite de l'Occident）を刊行。西欧が宗教精神を欠いたプロテスタンティズムによりエリート主義に陥ったことを指摘する。また、第3次世界大戦が始まっているとした。

## 日本との関係

### 来日でのシンポジウム
2000年、藤原書店の招きで来日し、国際討論会（シンポジウム）を行った。この席で、社会に慣性がある以上、日本が数十年の間にアングロサクソン的なウルトラリベラルな社会に変容するとは考えられないと述べ、それへの反応について警告している。
| 今日のドイツ、日本、スウェーデンは、それぞれ非常に豊かな国であり、高齢者が多く、大変成熟した社会です。ナチ党の党員と幹部を生み出し、日本の軍国主義を支えた若くて興奮しやすい人々に満ちた社会ではもはやありません。[…] しかしながら、一〇年、二〇年、三〇年という長期的なタームで見たとき、ドイツや日本のような社会において個人の安全を脅かすリベラリズム的な状況が続いたならば、極めて右傾化した不愉快な反応が生み出されてもおかしくないのです。 |

2009年に来日し10月15日に、国際シンポジウム「『帝国以後』の世界 世界経済危機と『デモクラシー以後』」が青山学院大学総合研究所ビル（渋谷区）で開かれ、そこで講演を行った。世界経済危機の根源や民主主義の衰退の懸念などについて討論が行われた。
2011年9月上旬に来日し、東京と京都でシンポジウムおよび講演を行った。
2013年12月に来日し、国際シンポジウム「グローバル資本主義を超えて」で講演した。
2016年1月に来日し、慶應義塾大学で講演した。各・講演は日本人研究者が訳し編著で刊行された。

### 日本への核武装提言
2006年、朝日新聞のインタビューにおいて、「核兵器は偏在こそが怖い。広島、長崎の悲劇は米国だけが核を持っていたからで、米ソ冷戦期には使われなかった。インドとパキスタンは双方が核を持った時に和平のテーブルについた。中東が不安定なのはイスラエルだけに核があるからで、東アジアも中国だけでは安定しない。日本も持てばいい。」と述べ、日本の核武装を提言した。さらにトッドは、ドゴール主義的な考えだとして、「核を持てば軍事同盟から解放され、戦争に巻き込まれる恐れはなくなる」と指摘する。ほか、被爆国である日本が持つ核への国民感情については、「国民感情はわかるが、世界の現実も直視すべき」とした。
フランスの核武装については、何度も侵略されてきたことが最大の理由とし、「地政学的に危うい立場を一気に解決するのが核だった」と指摘した。
日本が核兵器を持った場合に派生する中国とアメリカと日本との三者関係については、「日本が紛争に巻き込まれないため、また米国の攻撃性から逃れるために核を持つのなら、中国の対応はいささか異なってくる」との見通しを出したうえで、「核攻撃を受けた国が核を保有すれば、核についての本格論議が始まり、大きな転機となる」と指摘した。
2010年、日本経済新聞のインタビューでは、日本と中国との不均衡な関係に対して、ロシアとの関係強化を提言した。
| 日本は非核国なのに対して中国は核保有国です。経済でも日本は高い技術力を持つ先進国なのに比べて、中国は輸出や生産の規模は大きいが技術力は低い。日中両国は、均衡が取れていません。不均衡な関係は危険です。実際、中国は国内の不満をそらすために反日ナショナリズムを利用しています。中国をけん制するには、地政学的に見てロシアとの関係強化が有効なのです。 |

その後も、『文藝春秋』2022年5月特別号に寄稿した記事「日本核武装のすすめ」において、「アメリカの核の傘は幻想であり、日本は核武装をするべきである」という主旨の提言を行っている。

### 日本と周辺諸国間における歴史認識問題について
日本と周辺国における歴史認識問題については、2006年のインタビューで「第２次大戦の記憶と共に何千年も生きてはいけない。欧州でもユダヤ人虐殺の贖罪意識が大きすぎるため、パレスチナ民族の窮状を放置しがちで、中東でイニシアチブをとりにくい。日本も戦争への贖罪意識が強く、技術・経済的にもリーダー国なのに世界に責任を果たせないでいる。過去を引き合いに出しての『道徳的立場』は、真に道徳的とはいいがたい。」として、過去に囚われすぎる日本の態度を批判した。

## 著作
- La Chute finale (最後の転落), Robert Laffont, Paris, 1976.
  - 『最後の転落　ソ連崩壊のシナリオ』（藤原書店、中野茂訳・石崎晴己監訳、2013年、ISBN 978-4894348943）
- Le Fou et le Prolétaire (狂人とプロレタリア), Robert Laffont, Paris, 1979.
- L'Invention de la France (フランスの創建), (en collaboration avec Hervé Le Bras), Pluriel-Hachettes, Paris, 1981.
- La Troisième Planète (第三惑星), Seuil, coll. Empreintes, Paris, 1983.
- L'Enfance du monde (世界の幼少期), Seuil, coll. Empreintes, Paris, 1984.
- La Nouvelle France (新たなフランス), Seuil, coll. L'Histoire immédiate, Paris, 1988.
- L'Invention de l'Europe, Seuil, coll. L'Histoire immédiate, Paris, 1990.
  - 『新ヨーロッパ大全 Ⅰ・Ⅱ』（石崎晴己・東松秀雄訳、藤原書店、1992-1993年、ISBN 4-938661-59-4 & ISBN 4-938661-75-6）
- Le Destin des immigrés, Seuil, Paris, 1994.
  - 『移民の運命』（石崎晴己・東松秀雄訳、藤原書店、1999年、ISBN 4-89434-154-9）
- L'Illusion économique. Essai sur la stagnation des sociétés développées, Gallimard, Paris, 1998, ISBN 978-2070410583.
  - 『経済幻想』（平野泰朗訳、藤原書店、1999年、ISBN 978-4894341494）
- La Diversité du monde : Famille et modernité, Seuil, coll. L'histoire immédiate, Paris, 1999.
  - 『世界の多様性 家族構造と近代性』（荻野文隆訳、藤原書店、2008年、普及版2025年、ISBN 978-4865784633）
- Après l'empire, Essai sur la décomposition du système américain, Gallimard, Paris, 2002.
  - 『帝国以後』（石崎晴巳訳、藤原書店、2003年、ISBN 9784894343320）
- Le Rendez-vous des civilisations, avec Youssef Courbage, Seuil, coll. La République des idées, 2007, ISBN 978-2020925976.
  - ユセフ・クルバージュ（フランス語版）共著『文明の接近』（石崎晴己訳、藤原書店、2008年、ISBN 978-4-89434-610-9）
- Après la démocratie, Gallimard, Paris, 2008.
  - 『デモクラシー以後』（石崎晴己訳、藤原書店、2009年、ISBN 978-4894346888）
- Allah n'y est pour rien !（アッラーはそれとは何の関係もない！）, Paris, Le Publieur, coll. arretsurimages.net, 2011. Publié également en allemand. ISBN  978-2350610221
  - 『アラブ革命はなぜ起きたか　デモグラフィーとデモクラシー』石崎晴己 訳・解説、藤原書店、2011年9月。ISBN 978-4894348202。
- L'origine des systèmes familiaux. Tome I. L'Eurasie,  Gallimard, 2011, ISBN 9782070758425.
  - 『家族システムの起源Ⅰ ユーラシア』（上・下、石崎晴己監訳、片桐友紀子・中野茂・東松秀雄・北垣潔共訳、藤原書店、2016年、上・ISBN 9784865780727、下・ISBN 9784865780772）
- Le Mystère français (フランスの謎), (Hervé LE BRAS 共著), SEUIL, 2013, ISBN 978-2021102161
  - エルヴェ・ル・ブラーズ（フランス語版）共著『不均衡という病 〔フランスの変容 1980-2010〕』（石崎晴己訳、藤原書店、2014年、ISBN 978-4894349629）
- Où en sommes-nous ? Une esquisse de l'histoire humaine (どこにいるの？人類史のスケッチ), Paris, Le Seuil, coll. « Sciences humaines », 2017, ISBN 9782021319002
  - 『我々はどこから来て、今どこにいるのか？ 上 アングロサクソンがなぜ覇権を握ったか』堀茂樹訳、文藝春秋、2022年10月。ISBN 978-4-16-391611-8。
  - 『我々はどこから来て、今どこにいるのか？ 下 民主主義の野蛮な起源』文藝春秋、2022年10月。ISBN 978-4-16-391612-5。
- 『エマニュエル・トッドの思考地図』大野舞訳、筑摩書房、2020年12月。ISBN 978-4-480-84753-9。 - 注釈：日本語オリジナル出版。
- La Défaite de l'Occident, Paris, Gallimard, 2024, ISBN 9782073041135
  - 『西洋の敗北　日本と世界に何が起きるのか』大野舞訳、文藝春秋、2024年11月。ISBN 978-4-16-391909-6。

### 対話等での共著
以下は主にインタビュー・対談、講演等をもとにした編著
- 『世界像革命 家族人類学の挑戦』石崎晴己・三浦信孝・荻野文隆・速水融、ローラン・サガール共著（藤原書店、2001年、ISBN 9784894342477）
来日時の講演ほか（石崎晴己・三浦信孝・東松秀雄 共編訳）
- 『「帝国以後」と日本の選択』石崎晴己・尾河直哉・荻野文隆・三浦信孝・宮本真也共訳（藤原書店、2006年、ISBN 9784894345522）。来日時の講演ほか
- トッド ほか 著、藤原書店編集部 編『「アメリカ覇権」という信仰　ドル暴落と日本の選択』石崎晴己・藤本一勇 共訳、藤原書店、2009年7月。ISBN 978-4-89434-694-9。
E.トッド 述「アメリカ覇権の崩壊 「アメリカ覇権」という信仰」聞き手：イザベル・フランドロワ、石崎晴己 訳
- トッド ほか『自由貿易は、民主主義を滅ぼす』石崎晴己 編訳、藤原書店、2010年12月。ISBN 978-489434-7748。来日時の討論・発言集、および論集
- ドットほか全11名『自由貿易という幻想 リストとケインズから「保護貿易」を再考する』（藤原書店、2011年、ISBN 978-489434-8288）
- トッド、ハジュン・チャン、柴山桂太、中野剛志、藤井聡、堀茂樹 と『グローバリズムが世界を滅ぼす』文藝春秋〈文春新書 974〉、2014年6月。ISBN 978-4-16-660974-1。
- 堀茂樹 訳『「ドイツ帝国」が世界を破滅させる　日本人への警告』文藝春秋〈文春新書 1024〉、2015年5月。ISBN 978-4-16-661024-2。
- 石崎晴己 訳『トッド　自身を語る』藤原書店、2015年11月。ISBN 978-4-86578-048-2。
- (フランス語) Qui est Charlie? Sociologie d'une crise religieuse, Seuil, (2015-05), ISBN 978-2-02-127909-2
  - 堀茂樹 訳『シャルリとは誰か？　人種差別と没落する西欧』文藝春秋〈文春新書 1054〉、2016年1月。ISBN 978-4-16-661054-9。
- (フランス語) L’étape numéro 4, après le réveil de l'Allemagne, de la Russie, et du Royaume-Uni, doit être le réveil de la France. Suivre les Anglais est conforme à notre tradition révolutionnaire, 聞き手：Nicolas Goetzmann, Atlantico, (2016-07)
  - 堀茂樹 訳『問題は英国ではない、EUなのだ　21世紀の新・国家論』聞き手：ニコラ・グッズマン、文藝春秋〈文春新書 1093〉、2016年9月。ISBN 978-4-16-661093-8。
- 『グローバリズム以後　アメリカ帝国の失墜と日本の運命』聞き手：朝日新聞、朝日新聞出版〈朝日新書 589〉、2016年10月。ISBN 978-4-02-273689-5。
- 『トランプは世界をどう変えるか？　「デモクラシー」の逆襲』聞き手：佐藤優、朝日新聞出版〈朝日新書 599〉、2016年12月。ISBN 978-4-02-273699-4。
- トッド、ピエール・ロザンヴァロン、ヴォルフガング・シュトレーク、ジェームズ・ホリフィールド『世界の未来　ギャンブル化する民主主義、帝国化する資本』聞き手：大野博人、原真人、国末憲人、朝日新聞出版〈朝日新書 653〉、2018年2月。ISBN 978-4-02-273752-6。
- 『大分断　教育がもたらす新たな階級化社会』大野舞 訳、PHP研究所〈世界の知性シリーズ PHP新書 1229〉、2020年7月。ISBN 978-4-569-84684-2。
- 『パンデミック以後　米中衝突と日本の最終選択』聞き手：大野博人、笠井哲也、高久潤、朝日新聞出版〈朝日新書 807〉、2021年2月。ISBN 978-4-02-295115-1。
- 『老人支配国家　日本の危機』対談：磯田道史、本郷和人、文藝春秋〈文春新書 1339〉、2021年11月。ISBN 978-4-16-661339-7。
- 『第三次世界大戦はもう始まっている』大野舞、編集部 訳・解説、文藝春秋〈文春新書 1367〉、2022年6月。ISBN 978-4-16-661367-0。
- 『2035年の世界地図　失われる民主主義 破裂する資本主義』朝日新書、2023年2月。第1章「まもなく民主主義が寿命を迎える」
- 『トッド人類史入門　西洋の没落』聞き手：片山杜秀・佐藤優、文春新書、2023年3月。ISBN 978-4-16-661399-1
- 『問題はロシアより、むしろアメリカだ　第三次世界大戦に突入した世界』聞き手：池上彰、大野舞 訳、朝日新書、2023年6月
- 『人類の終着点　戦争、AI、ヒューマニティの未来』朝日新書、2024年2月。第1章に「現代世界は「ローマ帝国」の崩壊後に似ている」を寄稿
- 『西洋の敗北と日本の選択』大野舞 訳、文春新書、2025年9月。ISBN 978-4-16-661507-0